# مرکز فرهنگی کوهلر

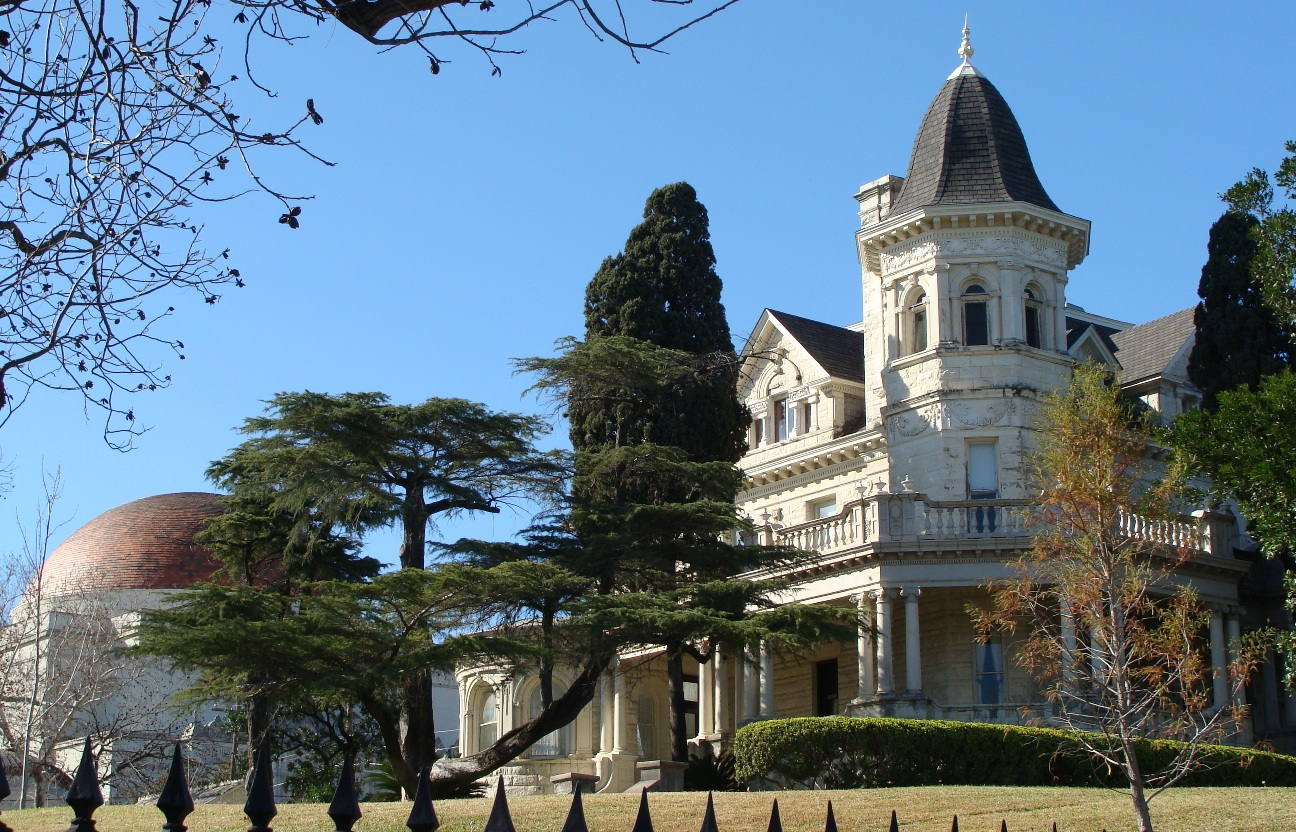

مرکز فرهنگی کوهلر (به انگلیسی: Koehler Cultural Center) از میراث فرهنگی و تاریخی شهر سن آنتونیو در تگزاس است. 
سبک معماری این بنا، ویکتوریایی (به انگلیسی: Victorian architecture) است و امروزه متعلق به کالج سن آنتونیو است.
این بنا در سال ۱۹۰۱ ساخته گردید و معمار آن شخصی بود بنام Carl von Seutter که از شاگردان جیمز رایلی گوردن بود.

## نگارخانه

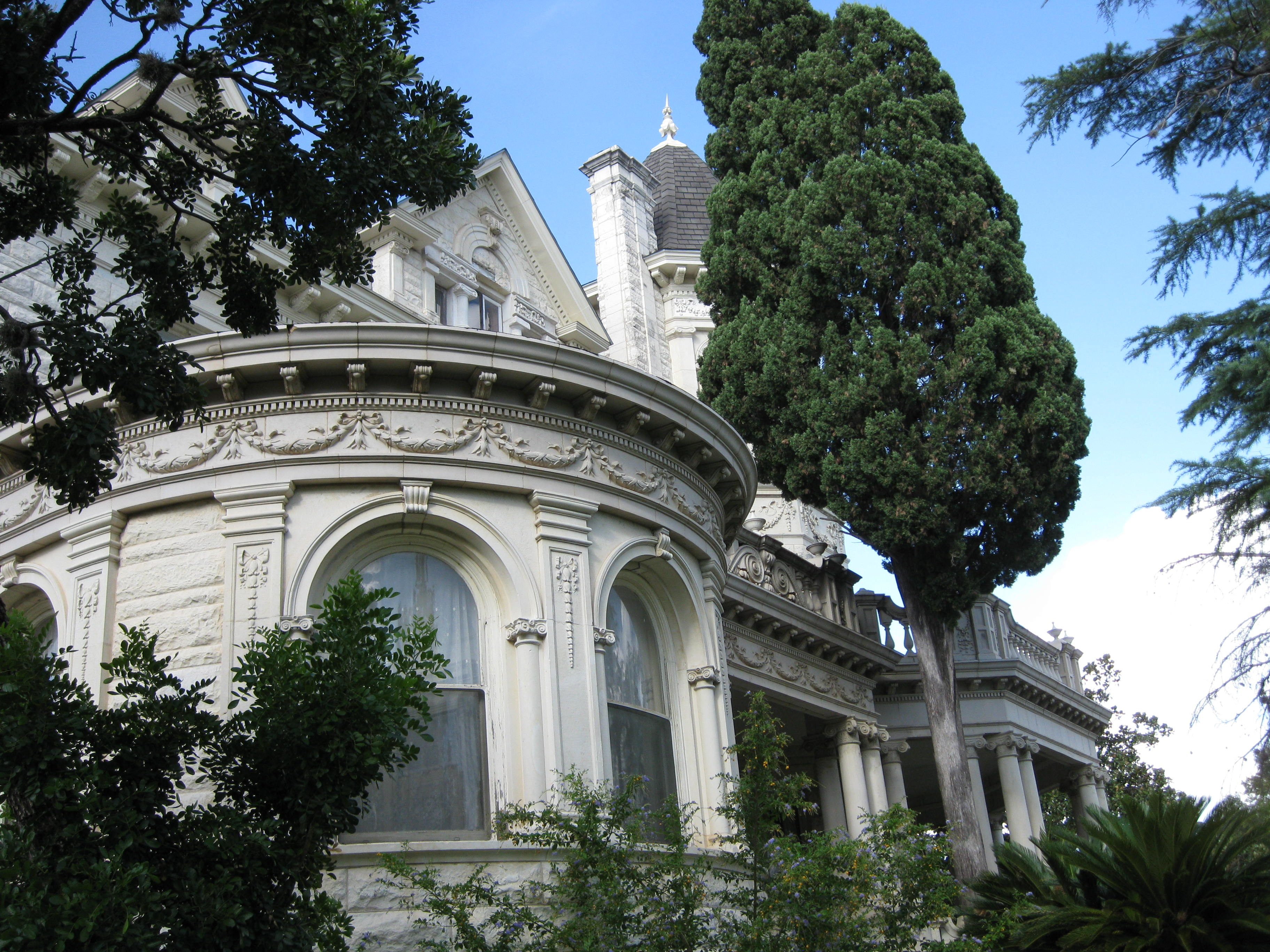
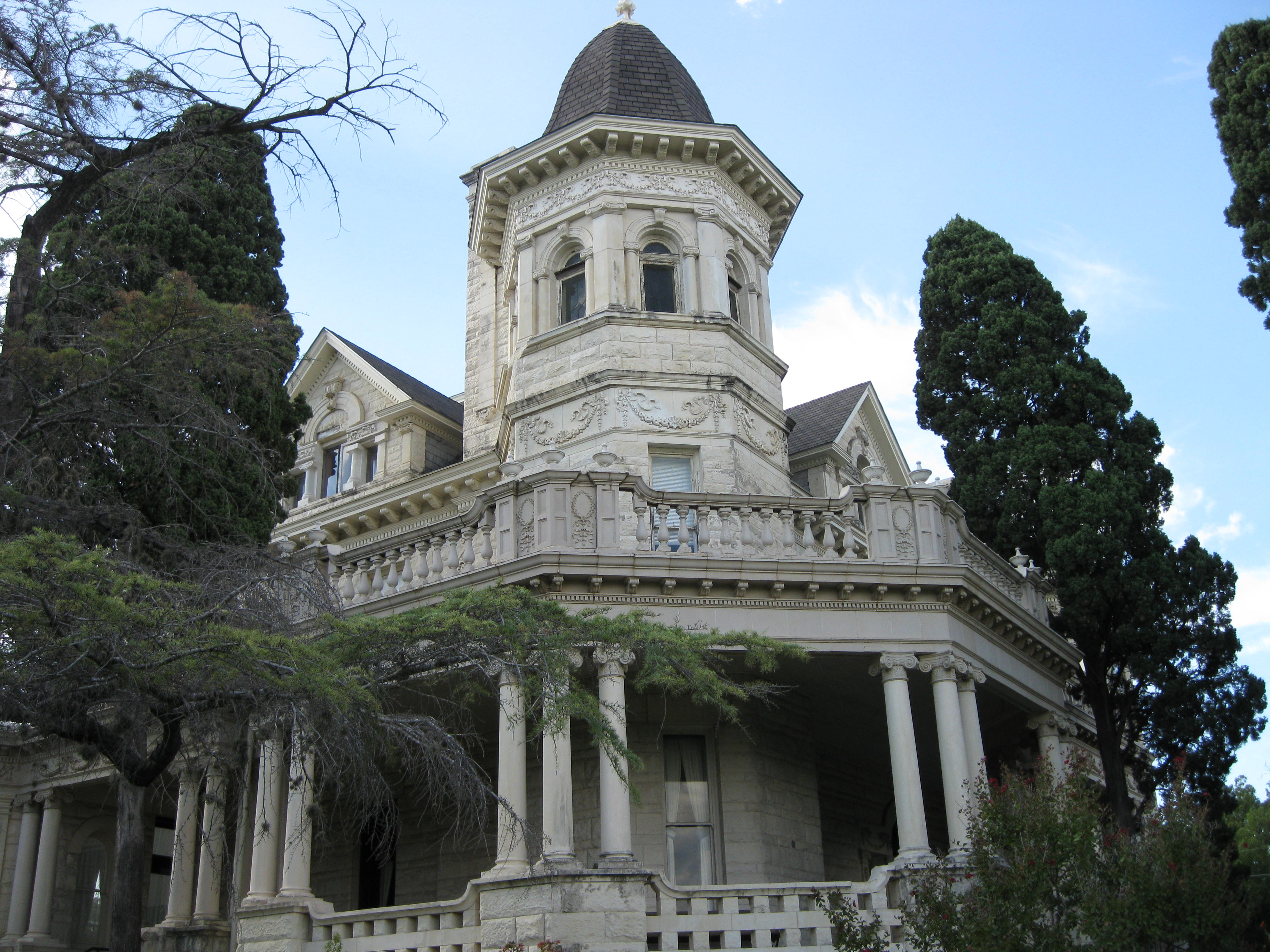
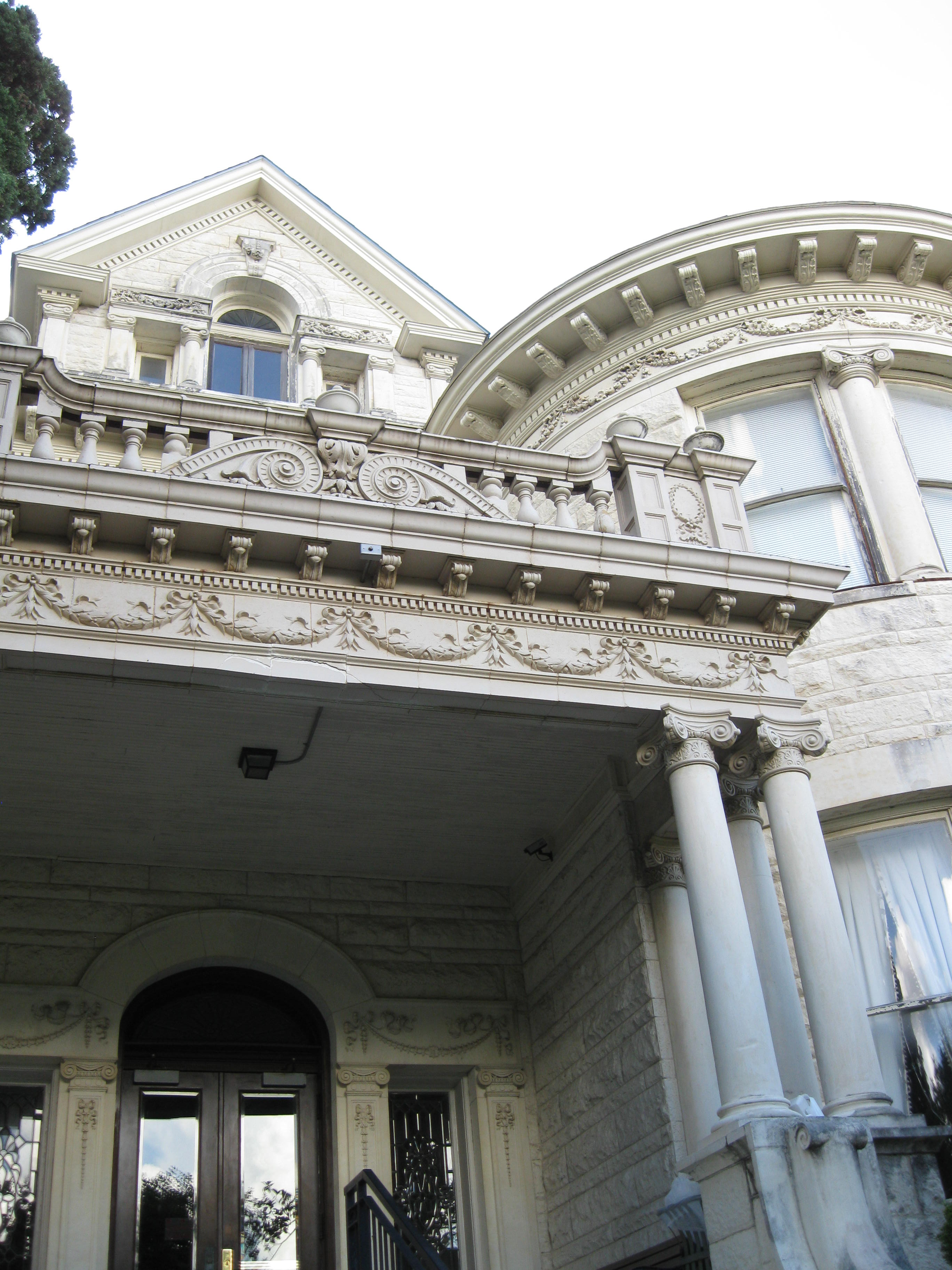
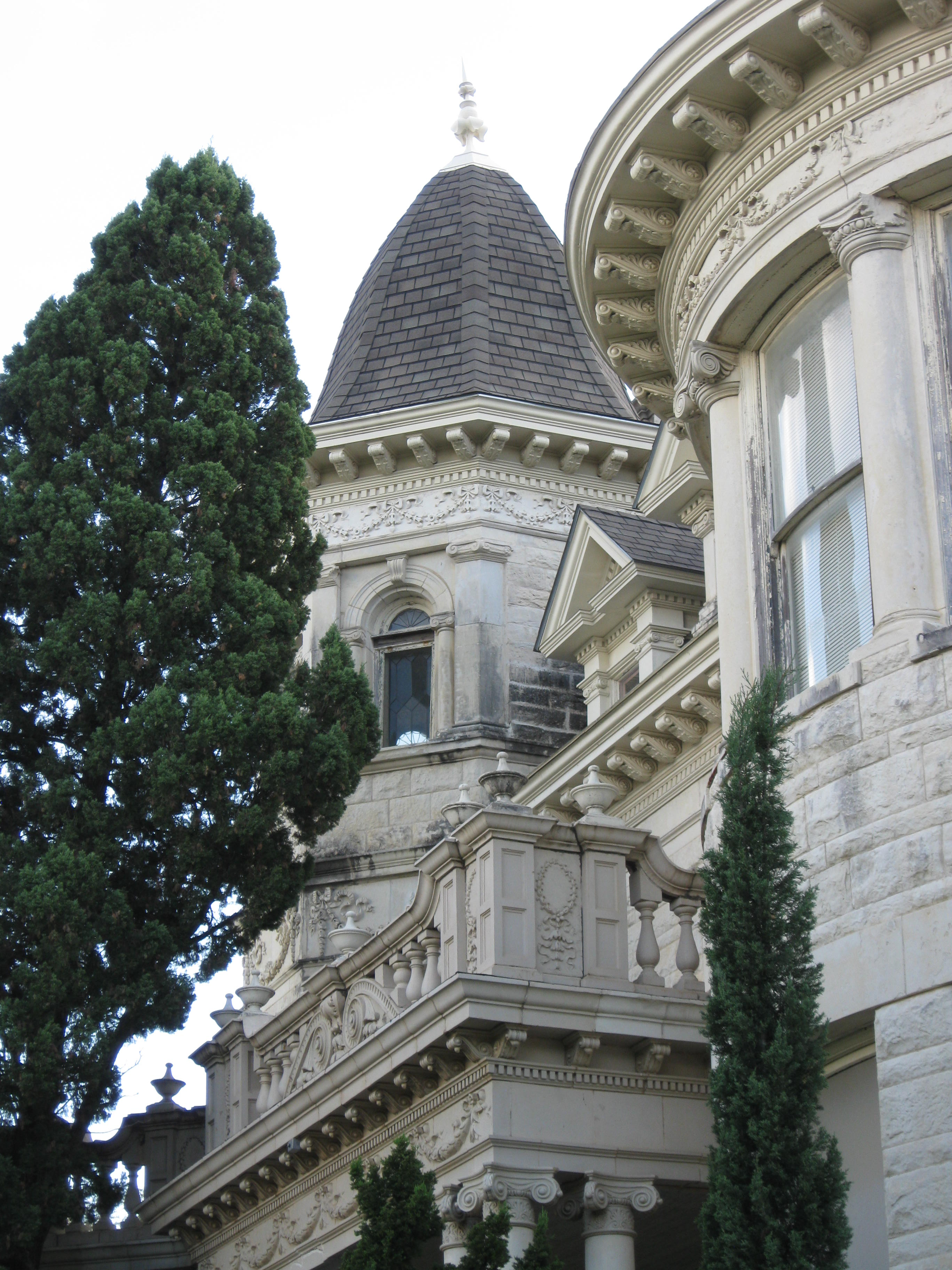